# Gasteranthus bilsaensis
Gasteranthus bilsaensis är en tvåhjärtbladig växtart som beskrevs av L.E. Skog och L.P. Kvist. Gasteranthus bilsaensis ingår i släktet Gasteranthus och familjen Gesneriaceae. Inga underarter finns listade i Catalogue of Life.